# Ulu Gedong
Ulu Gedong is een bestuurslaag in het regentschap Jambi van de provincie Jambi, Indonesië. Ulu Gedong telt 2269 inwoners (volkstelling 2010).